# 里普利鎮區 (明尼蘇達州莫里森縣)
里普利鎮區（英語：Ripley Township）是位於美國明尼蘇達州莫里森縣的一個行政鎮區。

## 地方資料
里普利鎮區的面積為125.25平方千米，當中陸地面積為123.50平方千米，而水域面積為1.75平方千米。根據2020年美國人口普查的數據，當地共有人口740人，而人口密度為每平方千米5.91人。